# Камкор
«Камкор» («Забота») — ежемесячный журнал для казахов (арабская графика), орган сельскохозяйственного кредитною союза Туркестанского края. Два объединённых номера (55 страниц, тираж 1000 экземпляров, типография «Восткиргиз», микрофильм хранится в Редком фонде Национальной библиотеки Республики Казахстан) на казахском языке вышли в июне 1925 в Ташкенте. «Камкор» поднимал вопросы кооперирования в аулах и селах, разъяснял казахским трудящимся значение, преимущества кооперации, призывал к её дальнейшему укреплению.
Журнал был создан Тюрябеком Османовым, который организовывал кооперативное движение в крае. В журнале также печатались С. Баймаканов, Ебикеев, Салкен Балаубайулы.